# Raúl García Pierna
Raúl García Pierna (Tres Cantos, 23 februari 2001) is een Spaanse wielrenner. Zijn oudere broer Carlos is ook wielrenner, evenals hun vader Felix García Casas dat was.

## Overwinningen
2020
 Spaans kampioen tijdrijden, Junioren
2022
 Spaans kampioen tijdrijden, Elite
2023
Jongerenklassement Ronde van Slovenië
2025
Jongerenklassement Ronde van de Provence
1e etappe Route d'Occitanie

## Resultaten in voornaamste wedstrijden
| Jaar | Ronde van Italië | Ronde van Frankrijk | Ronde van Spanje |
| ---- | ---------------- | ------------------- | ---------------- |
| 2021 |                  |                     |                  |
| 2022 |                  |                     | 47e              |
| 2023 |                  |                     |                  |
| 2024 |                  | 98e                 |                  |
| 2025 |                  | 26e                 |                  |

| Jaar | Milaan-San Remo | Luik-Bast.‑Luik | Waalse Pijl | Clásica San Sebastián |
| ---- | --------------- | --------------- | ----------- | --------------------- |
| 2021 |                 |                 |             | opgave                |
| 2022 |                 | 105e            |             |                       |
| 2023 |                 | 101e            | 143e        |                       |
| 2024 |                 |                 |             |                       |
| 2025 | 82e             | 97e             | 31e         |                       |

### Resultaten in kleinere rondes
| Jaar | Parijs-Nice | Ronde van Catalonië | Ronde van het Baskenland | Ronde van Romandië | Ronde van Zwitserland | Ronde van Polen | Ronde van Burgos |
| ---- | ----------- | ------------------- | ------------------------ | ------------------ | --------------------- | --------------- | ---------------- |
| 2021 |             |                     | 100e                     |                    |                       |                 | 123e             |
| 2022 |             | 74e                 |                          | 101e               |                       |                 | 53e              |
| 2023 |             | 65e                 |                          |                    |                       |                 | 12e              |
| 2024 |             | opgave              |                          | 52e                | 45e                   | 11e             |                  |
| 2025 | 16e         |                     |                          | 39e                |                       |                 |                  |

## Ploegen
- 2021 –  Equipo Kern Pharma
- 2022 –  Equipo Kern Pharma
- 2023 –  Equipo Kern Pharma
- 2024 –  Arkéa-B&B Hotels
- 2025 –  Arkéa-B&B Hotels

Adrià · Agirre · Araiz · Arrieta · Berrade · Carboni (vanaf 9/9) · Carretero · J. Castrillo · Cobo · Galván · C. García Pierna · R. García Pierna · Jaime · D. Lopez · J. López · Marquez · Mendez · Miquel · Moreno · Novikov · Parra · Řepa · Ruiz · Sánchez · van der Tuuk · P. Castrillo (stagiair) · Fernandez (stagiair) · Retegi (stagiair)
Adrià · Agirre · Arrieta · Berrade · Carboni · Carretero · Castrillo · Cobo · Elosegui · Galván · C. García Pierna · R. García Pierna · Jaime · López · Marquez · Miquel · Parra · Řepa (tot 2/5) · Retegi · Ruiz · Sánchez · van der Tuuk · Aznar (stagiair) · Carrascosa (stagiair) · Dorenbos (stagiair)
Albanese · Barré · Biermans · Capiot · Champoussin · Costiou · Dekker · Delaplace · Démare · García Pierna · Gesbert · Grondin · Guernalec · Guglielmi · Huys · Le Berre · Ledanois(tot 15/8) · Louvel · McLay · Mozzato · Owsian · Ries · Riou · Rodríguez · Scotson · Sénéchal · Thierry (vanaf 1/9) · Vauquelin · Venturini · Verre
Biermans · Capiot · Costiou · Delaplace · Démare · Epis · García Pierna · Gesbert · Grondin · T. Guernalec · V. Guernalec · Guglielmi · Huys · Le Berre · Lozouet · Mozzato · Ries · Rodríguez · Rouland · Scotson · Sénéchal · Svestad-Bårdseng · Thierry · Tjøtta · Vauquelin · Venturini · Verre